# Signori di Castiglione

Le grandi armi nello stemma della famiglia Gonzaga a partire dal XV secolo

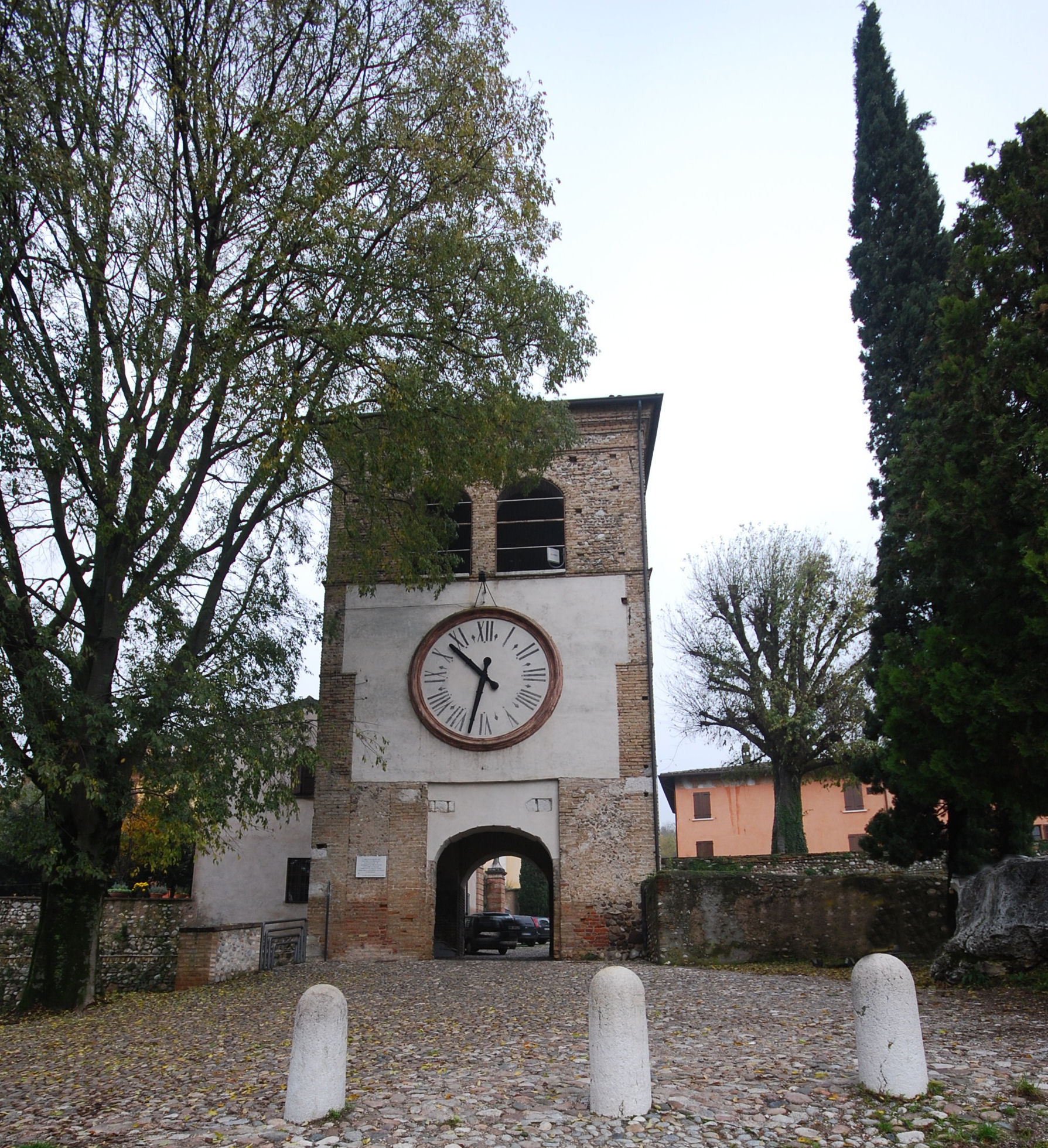
Torre del castello di Castiglione delle Stiviere

La signoria di Castiglione delle Stiviere è sempre stata, fin dalla sua nascita, sotto la sovranità dei Gonzaga, in questo caso la linea denominata "Castel Goffredo, Castiglione e Solferino".
Il primo signore di Castiglione fu Alessandro, terzo figlio del marchese di Mantova, Gianfrancesco. Quest'ultimo procedette ad una divisione dei suoi feudi lasciandoli in eredità ai suoi quattro figli, alla sua morte avvenuta nel 1444:
- Ludovico, il più anziano, ricevette l'importante ducato di Mantova;
- Carlo, il secondo, ricevette, tra l'altro, i feudi di Sabbioneta, Bozzolo, Luzzara e Reggiolo;
- Alessandro, il cadetto, ricevette, tra gli altri, i feudi di Castiglione, Solferino e Castel Goffredo;
- Gianlucido, il più giovane, ricevette i feudi di Volta, Cavriana e Castellaro.

Alessandro morì nel 1466 senza eredi. I suoi feudi, come quelli del fratello Gianlucido nel 1448 e suo nipote Ugolotto (figlio di Carlo), morendo entrambi senza figli, si trovarono governati da Ludovico, marchese di Mantova, che riunì sotto il suo nome tutti i possedimenti.
A sua volta Ludovico ridistribuì questi feudi fra tre dei suoi cinque figli (il terzo e il più giovane abbracciarono la carriera ecclesiastica per diventare vescovi):
- Federico, il maggiore, ereditò Mantova;
- Gianfrancesco, il più giovane, ereditò Sabbioneta e Bozzolo;
- Rodolfo, ereditò Castiglione, Solferino e Luzzara, che condividerà con i suoi due figli:
  - Gianfrancesco, il più anziano, riceverà Luzzara
  - Luigi Alessandro, il più giovane, riceverà Castiglione, Solferino e Castel Goffredo.

A sua volta Luigi Alessandro lasciò in eredità i suoi beni dividendo la sua proprietà tra i suoi tre figli:
- Ferdinando ricevette Castiglione delle Stiviere (Ferdinando I di Castiglione);
- Orazio ricevette Solferino (Orazio di Solferino);
- Alfonso ricevette Castel Goffredo (Alfonso di Castel Goffredo).

Nel 1691 Ferdinando III, terzo principe di Castiglione, fu costretto all'esilio da una rivolta popolare e vide le sue terre confiscate dall'autorità imperiale che non le restituirà più.
Nel 1772 il principe Luigi III di Castiglione, nipote di Ferdinando III, si riconciliò con l'imperatore, rinunciando ai suoi diritti in favore dell'Austria per una pensione annua di 10.000 fiorini.
```
                                          
Gianfrancesco Gonzaga
 (1395-1444)
                                                        |
                                           
Alessandro Gonzaga
 (1415-1466)
                                                        |
                                            
Rodolfo Gonzaga
 (1452-1495)
                                                        |
                                         
Gianfrancesco Gonzaga
 (1488-1524)
                                                        |
                                                
Gonzaga di Luzzara

                ________________________________________|___________________________
                |                                                                  |
   Signori-Marchesi di Luzzara                         Signori di Castel Goffredo, Castiglione e Solferino
       (estinto nel 1794)                               ___________________________|______________________
                                                        |                          |                     |           
                                                   Marchesi di          Marchesi-Principi di   Marchesi-Principi di
                                                 Castel Goffredo             Castiglione            Solferino
                                                (estinto nel 1593)       (estinto nel 1819)     (estinto nel 1680)
```

## Signori di Castiglione delle Stiviere
- 1444-1466: Alessandro (1415-1466)

sposò Agnese da Montefeltro, senza discendenza
reggenza assunta da Ludovico II (1414-1478), fratello di Alessandro
- 1478-1495: Rodolfo (1452-1495), figlio di Ludovico III e nipote di Alessandro

prima sposò nel 1478 Antonia Malatesta, senza figli
sposò in seconde nozze nel 1484 Caterina Pico
- 1495-1521: Gianfrancesco (1488-1524) e Luigi Alessandro (1494-1549), figlio del precedente e di Caterina
- 1521-1549: Luigi Alessandro, da solo

sposò in prime nozze Ginevra Rangoni
sposò in seconde nozze nel 1540 Caterina Anguissola
- 1549-1579: Ferdinando I (1544-1586), figlio del precedente e di Caterina.

## Marchesi di Castiglione delle Stiviere

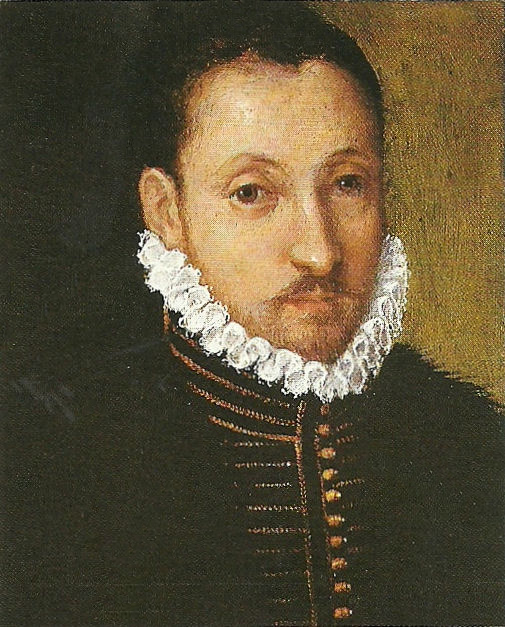
Ferrante Gonzaga, primo marchese di Castiglione

- 1579-1586: Ferdinando I (I marchese di Castiglione)

sposò nel 1566 Marta Tana di Santena
- 1586-1593: Rodolfo II (1569-1593), secondo figlio dei precedenti (II marchese di Castiglione e III marchese di Castel Goffredo). (Il più anziano, Luigi Gonzaga (1568-1591), rinuncia ai suoi diritti, diventa gesuita e sarà canonizzato)

sposò nel 1588 Elena Aliprandi, senza discendenza maschile

## Marchesi di Castiglione delle Stiviere e Marchesi di Medole
- 1593-1616: Francesco (1577-1616), fratello del precedente (I Principe di Castiglione (-dal 1610) , III marchese di Castiglione e I marchese di Medole)[1]

sposò nel 1598 Bibiana von Pernstein
- 1616-1636 : Luigi I (1611-1636), figlio dei precedenti (IV marchese di Castiglione e II marchese di Medole)

sposò Laura del Bosco Ventimiglia
- 1636-1659: Ferdinando I (1614-1675), fratello del precedente (V marchese di Castiglione e III marchese di Medole)

## Marchesi poi principi di Castiglione delle Stiviere e Marchesi di Medole (fino al 1680)

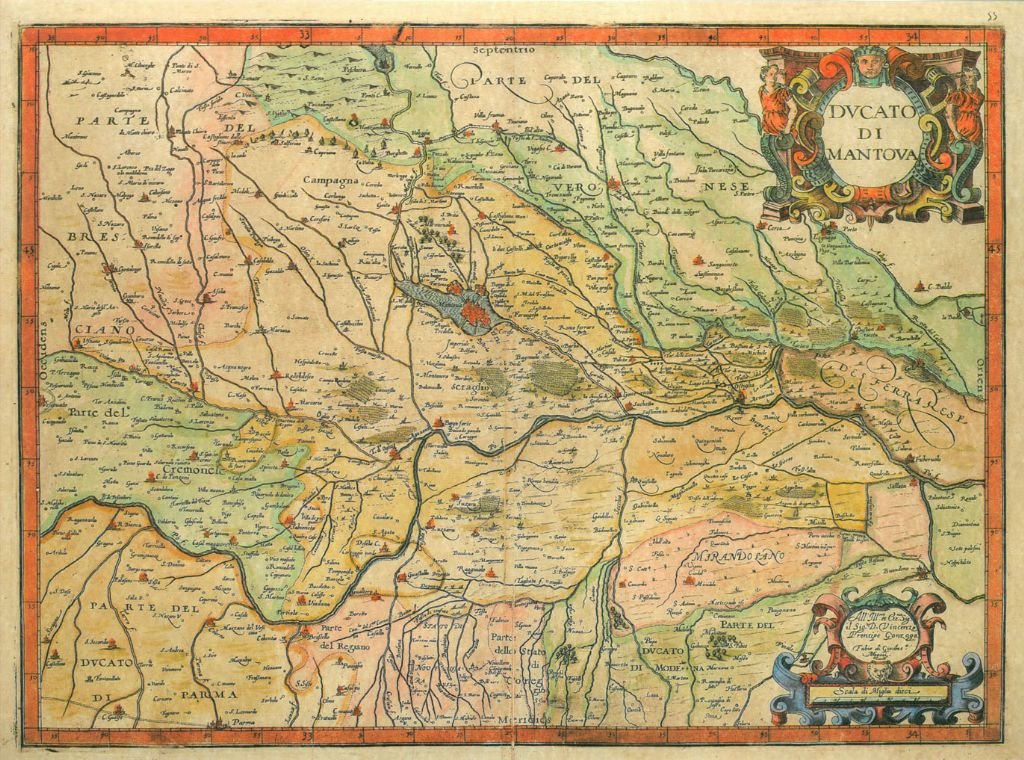
Mappa del Ducato di Mantova e degli stati gonzagheschi

- 1659-1675: Principe Ferdinando II (I principe di Castiglione)

sposò nel 1644 la principessa Olimpia Sforza di Caravaggio, senza discendenza maschile
- 1675-1680: Principe Carlo (1616-1680), cugino del precedente (II principe di Castiglione e IV marchese di Medole)

sposò nel 1643 Isabella Martinengo
- 1680-1707: Principe Ferdinando III (1648-1723), figlio dei precedenti (III principe di Castiglione e V marchese di Medole)

sposò nel 1680 la principessa Laura Pico della Mirandola

## Pretendenti al principato di Castiglione
- 1707-1723: Principe Ferdinando III (1648-1723)
- 1723-1768: Principe Luigi II (1680-1768), figlio dei precedenti e Leopoldo Gonzaga 1746-1760

Luigi II sposò nel 1715 Anna Anguissola
- 1768-1772: Principe Luigi III (1745-1819), nipote dei precedenti

sposò Elisabetta Costanza Rangoni
Nel 1772 i titoli furono devoluti all'Impero d'Austria.

## Albero di successione dei sovrani di Castiglione delle Stiviere
```
Gianfrancesco Gonzaga
 (possessore delle terre, non regnante)
│
├─>
Alessandro
, signore
│
└─>
Ludovico III
 detto 
il Turco
 (non regnante, reggente tra Alessandro e Rodolfo)
   │
   └─>
Rodolfo
, signore
      │
      ├─>
Gianfrancesco di Luzzara
, co-signore
      │
      └─>
Luigi Alessandro
, co-signore poi signore da solo
         │
         └─>
Ferdinando I
, signore poi marchese
            │
            ├─>
Rodolfo II
, marchese
            │
            ├─>
Francesco
, marchese
            │  │
            │  ├─>
Luigi I
, marchese
            │  │
            │  └─>Principe 
Ferdinando II
, marchese e Principe
            │
            └─>
Cristierno di Solferino
, non régnante
               │
               └─>Principe 
Carlo
, marchese e Principe
                  │
                  └─>Principe 
Ferdinando III
, marchese e Principe
                     │
                     └─>Principe 
Luigi II
, marchese e Principe
                        │
                        └─>Prince 
Leopoldo
, non regnante
                           │
                           └─>Principe 
Luigi III
, marchese e Principe
```